# ЦСКА-Памир
ЦСКА-«Памир» (тадж. Клуби футболи ЦСКА-«Помир» Душанбе) — таджикистанский футбольный клуб из города Душанбе. Входит в состав Центрального спортивного клуба Армии Минобороны Республики Таджикистан. Является одним из старейших и известнейших клубов Таджикистана, который постоянно участвовал в чемпионате СССР, проведя 3 последних сезона в Высшей лиге.

## Прежние названия
| Годы       | Название                |
| ---------- | ----------------------- |
| 1950       | «Большевик» Сталинабад  |
| 1956       | «Колхозчи» Сталинабад   |
| 1957       | «Урожай» Сталинабад     |
| 1958—1959  | «Хосилот» Сталинабад    |
| 1960—1961  | «Энергетик» Сталинабад  |
| 1962—1969  | «Энергетик» Душанбе     |
| 1970—1997  | «Памир» Душанбе         |
| 1997       | СКА ПВО «Памир» Душанбе |
| 1998—2006  | СКА-«Памир» Душанбе     |
| 2007—н. в. | ЦСКА-«Памир» Душанбе    |

## История
Клуб создан в 1950 году. Начинал свои выступления под названием «Большевик». В дебютный сезон команда заняла последнее место в турнирной таблице[где?] и была расформирована.
Вновь стала участвовать в чемпионатах СССР с 1956 года. Вплоть до 1960 года она играла крайне неудачно, занимая только последние места и почти каждый год меняя названия.
В 1960 году клуб был переименован в «Энергетик», укрепил состав и постепенно стал середняком своей зоны второй лиги. В 1964 году в связи с расширением класса «А» командами союзных республик стал выступать в главной лиге.
Первые годы клуб выступал неуверенно, но, начиная с середины 1960-х годов, окреп и играл на равных с сильнейшими командами лиги. Признанием этих успехов стало присвоение 11 игрокам «Энергетика» званий мастеров спорта СССР в 1967 году.
В 1969 году душанбинцы заняли 4-е место в своей зоне. После реформы системы футбольных лиг с 1970 года уже под названием «Памир» стали играть в Первой лиге, где беспрерывно и довольно успешно выступали многие сезоны.
В 1973—1978 годах команду возглавлял Иштван Секеч. С его именем связано становление «Памира». За эти годы в Первой лиге за клубом закрепилась репутация крепкого середняка и старожила лиги.
С 1983 по 1986 годы команду тренировал Юрий Сёмин, который превратил «Памир» в лидера Первой лиги. В 1986 году его сменил Шариф Назаров, с именем которого связано возвращение душанбинцев в 1988 году в элиту советского футбола — в Высшую лигу.
В 1989 году в команду на несколько месяцев приехали замбийские футболисты Дерби Макинка, Пирсон Мванза и Виздом Чанса. Это были первые иностранные легионеры в истории элитного дивизиона чемпионата СССР по футболу.
В высшей лиге «Памир» выступал до 1991 года, когда турнир был проведен в последний, 54-й раз. Душанбинская команда стала лучшей представительницей советской Средней Азии в высшей лиге перед распадом Советского Союза.
В 1992 году клуб планировал принять участие в открытом чемпионате СНГ, но из-за многочисленных разногласий между командами из бывших союзных республик и, прежде всего, из Москвы (одна из причин — нежелание совершать дальние авиаперелеты), этот турнир так и не стартовал.
В итоге с апреля 1992 года «Памир» выступал в первом независимом чемпионате Таджикистана. Первые три игры клуб провел в сильнейшем составе, который играл ещё в чемпионате СССР.
Однако после полуфинальной кубковой встречи против ЦСКА, сыгранной 19 апреля, часть игроков покинули клуб (они летели на матч с командой, имея билет только в одну сторону).
В частности, за четверых (Ю. Батуренко, Фузайлова, М. Мухамадиева, Постнова) 2 млн рублей заплатил московский «Локомотив». Ещё двое — А. Маннаников и В. Манасян — уехали играть в петербургский «Зенит» (первый — сразу после игры с ЦСКА, второй — в конце апреля).
Весной 1992 года в Таджикистане радикальными исламистами была развязана гражданская война, которая вынудила покинуть команду всех русскоговорящих футболистов. Тем не менее, в дебютном сезоне клуб стал чемпионом Таджикистана.
В 1995 году «Памир» во второй и последний раз завоевал золотые медали. В начале 1996 года после участия в Кубке Содружества ведущие игроки покинули клуб.
В сезонах-1996, 1997 и 1999 команда не участвовала в чемпионатах Таджикистана, находясь на грани распада. В этот период ей пришло на помощь Министерство обороны страны. В частности, министр Шерали Хайруллаев взял команду под свою личную опеку.
После этого клуб стал именоваться СКА ПВО «Памир», а с 1998 года — СКА-«Памир». В сезонах-2000 и 2002 команда занимала четвёртое место в чемпионате, а в 2001 году стала бронзовым призёром.
В последующие сезоны она занимала 5-8-е места, но в ноябре 2008 года снялась с турнира, не доиграв оставшейся четверти матчей. Некоторая стабильность появилась лишь в 2009 году.
В настоящее время клуб носит название ЦСКА-«Памир». В сезоне-2012 в чемпионате Таджикистана он занял 7-е место среди 13 участников.
В разные годы воспитанники «Памира» Гулямхайдаров, Ширинбеков, Гесс, Рахимов, Фузайлов, Валерий Сарычев, Олег Малюков и многие другие выступали в лучших московских командах, играли за сборную СССР, а также играли в других российских и европейских клубах.

### Стадион
С момента своего основания в чемпионатах и кубках СССР клуб проводил свои домашние матчи на крупнейшем в то время стадионе Таджикистана — Республиканском стадионе имени М. В. Фрунзе, который вмещал тогда более 21 000 зрителей.
После распада СССР стадион был переименован в Республиканский центральный стадион «Памир». На этом стадионе ЦСКА-«Памир» принимал своих гостей вплоть до середины 2000-х годов. Ныне он проводит свои домашние матчи на стадионе ЦСКА, вмещающем 7000 зрителей.

## СССР. Высшая лига.
В высшей лиге 1989 - 1991. в 84 матчах +21=31-36 мячи 68 - 94.

Самая крупная победа — 5:1 («Спартак» Мс - 1990 г.).

Самое крупное поражение — 2:6 («Спартак» Мс - 1989 г), 0:4 («Жальгирис» - 1989 г., «Торпедо» Мс - 1989 г).
Наибольшее число встреч за клуб в чемпионатах СССР провел Андрей Мананнииков (82).
Лучший бомбардир клуба в чемпионатах Мухсин Мухамадиев — (22).
Рекордсмен клуба за сезон — Мухсин Мухамадиев (1990 г. - 9 мячей).

## Достижения

### СССР
- Победитель первой лиги СССР: 1988.
- Полуфиналист Кубка СССР—СНГ: 1991/92.

### Таджикистан
- 1-е место в чемпионате Таджикистана (2): 1992, 1995.
- 2-е место в чемпионате Таджикистана (2): 1993, 1994.
- 3-е место в чемпионате Таджикистана (1): 2001.
- Обладатель Кубка Таджикистана (1): 1992.
- Финалист Кубка Таджикистана (1): 2009.

## Главные тренеры
- Мазанов, Георгий Васильевич (1950)
- Аржаков, Виктор Алексеевич, Мирошников Н. (1956)
- Кочетков, Иван Александрович, Потапов, Николай Гаврилович (1957)[2][3]
- Ефремов, Юрий Васильевич (1958—1959)
- Алешин, Н. А. (1960)
- Коробов, Эдуард Фёдорович (1961—1963)
- Потапов, Николай Гаврилович (1964)
- Зазроев, Андрей Иванович (1964—1966)
- Алякринский, Владимир Борисович (1967)
- Ларин, Иван Васильевич (1968 — июль 1971)
- Капров, Яков Ильич (1971, с июля)
- Алескеров, Ахмед Лятифович (1972 — июнь 1973)
- Капров, Яков Ильич (июнь — сентябрь 1973)
- Секеч, Иштван Йожефович (сентябрь 1973 — сентябрь 1978)
- Тунис, Марк Исаакович (сентябрь 1978 — июль 1981)
- Гулямхайдаров, Владимир Алексеевич (июль 1981 — июнь 1983)
- Сёмин, Юрий Павлович (июнь 1983—1985)
- Назаров, Шариф Назарович (1986 — ноябрь 1988)
- Хаби, Олег Иосифович (ноябрь 1988—1989)
- Назаров, Шариф Назарович (1990—1993)
- Камалетдинов, Дамир (1998—2005)
- Хаитов, Кенджа (2005)[4]
- Секеч, Иштван Йожефович (2006)
- Ашурмамадов, Алиёр Девлохович (2009)
- Уткин, Владимир Иванович (2011, с августа)
- Ашурмамадов, Алиёр Девлохович (2012, с марта)
- Шодиев, Хусейн (январь 2013 — май 2013)
- Юлдашев, Абдугаффор Сатторович (2013, с июля)
- Каримов, Хамид Раупович (2014—2015)
- Фузайлов, Рахматулло Каюмович (2016, по 19 июля)[5]
- Муминов, Тохирджон Рахматджонович (2016—2018)
- Ходжаев, Рустам Назриевич (2019, по 23 июня)[6]
- Жицкий, Сергей Георгиевич (июль 2019—2020)
- Ашурмамадов, Алиёр Девлохович (2021, по 19 апреля)[7]
- Субхони, Амин (с 2021)